# Báncsa István (kalocsai érsek)
Báncsa István (13. század) kalocsai érsek, Báncsa István esztergomi érsek unokaöccse. A Bolognai Egyetemen tanult. 1264-ben zágrábi püspökké választották, de IV. Orbán pápa nem erősítette meg a tisztségben, fiatal korára hivatkozva. 1266-ban megválasztották kalocsai érsekké. Mire megválasztását jelentették IV. Kelemen pápának, az már úgy értesült, hogy Demeter barsi főesperest már korábban megválasztották. Az eset tisztázására Rómába rendelt követek nem jelentek meg, így a pápa 1267. február 11-én kelt bullájával Báncsát ismerte el, aki 1278-ig szolgált kalocsai érsekként. 1270-től 1272-ig, V. István haláláig a királyi kancellári tisztet is betöltötte.